# 跡
在线性代数中，一個{\displaystyle n\times n}的矩陣{\displaystyle \mathbf {A} }的跡（或跡數），是指{\displaystyle \mathbf {A} }的主對角線（從左上方至右下方的對角線）上各個元素的總和，一般記作{\displaystyle \operatorname {tr} (\mathbf {A} )}或{\displaystyle \operatorname {Sp} (\mathbf {A} )}：
{\displaystyle \operatorname {tr} (\mathbf {A} )=\mathbf {A} _{1,1}+\mathbf {A} _{2,2}+\cdots +\mathbf {A} _{n,n}}
其中{\displaystyle \mathbf {A} _{i,j}}代表矩陣的第i行j列上的元素的值。一個矩陣的跡是其特徵值的總和（按代數重數計算）。 
跡的英文為，是來自德文中的這個單字（與英文中的是同源詞），在數學中，通常簡寫為「Sp」或「tr」。

## 例子
設有矩陣：
{\displaystyle \mathbf {A} ={\begin{bmatrix}3&5&1\\0&9&2\\7&6&4\end{bmatrix}}}
它的跡是：
{\displaystyle \operatorname {tr} (\mathbf {A} )=\operatorname {tr} {\begin{bmatrix}3&5&1\\0&9&2\\7&6&4\end{bmatrix}}} = 3 + 9 + 4 = 16

## 性質

### 线性函数
給定一個環{\displaystyle \mathbb {R} }，跡是一個從係數在環中的{\displaystyle n\times n}矩陣的空間{\displaystyle {\mathcal {M}}_{n}(\mathbb {R} )}射到環{\displaystyle \mathbb {R} }之上的線性算子。也就是說，對於任兩個{\displaystyle n\times n}的矩陣{\displaystyle \mathbf {A} }、{\displaystyle \mathbf {B} }和純量{\displaystyle r}，都有：
{\displaystyle \mathrm {tr} (\mathbf {A} +\mathbf {B} )=\mathrm {tr} (\mathbf {A} )+\mathrm {tr} (\mathbf {B} )}
{\displaystyle \mathrm {tr} (r\cdot \mathbf {A} )=r\cdot \mathrm {tr} (\mathbf {A} )}
更進一步來說，當{\displaystyle \mathbb {R} }是一個域時，跡數函數{\displaystyle \mathrm {tr} }是{\displaystyle n\times n}矩陣的空間{\displaystyle {\mathcal {M}}_{n}(\mathbb {R} )}上的一個線性泛函。
由於一個矩陣{\displaystyle \mathbf {A} }的轉置矩陣{\displaystyle \mathbf {A} ^{T}}的主對角線元素和原來矩陣的主對角線元素是一樣的，所以任意一個矩陣和其轉置矩陣都會有相同的跡：
{\displaystyle \mathrm {tr} (\mathbf {A} )=\mathrm {tr} \left(\mathbf {A} ^{T}\right)}

### 矩阵乘积的迹数
設A是一個{\displaystyle n\times m}矩陣，B是個{\displaystyle m\times n}矩陣，則：
{\displaystyle \mathrm {tr} (\mathbf {AB} )=\mathrm {tr} (\mathbf {BA} )}
其中{\displaystyle \mathbf {AB} }是一個{\displaystyle n\times n}矩陣，而{\displaystyle \mathbf {BA} }是一個{\displaystyle m\times m}矩陣。
上述的性質可以由矩陣乘法的定義證明：
{\displaystyle \mathrm {tr} (\mathbf {AB} )=\sum _{i=1}^{n}(\mathbf {AB} )_{ii}=\sum _{i=1}^{n}\sum _{j=1}^{m}\mathbf {A} _{ij}\mathbf {B} _{ji}=\sum _{j=1}^{m}\sum _{i=1}^{n}\mathbf {B} _{ji}\mathbf {A} _{ij}=\sum _{j=1}^{m}(\mathbf {BA} )_{jj}=\mathrm {tr} (\mathbf {BA} )}
如果{\displaystyle \mathbf {A} }和{\displaystyle \mathbf {B} }都是{\displaystyle n\times n}的方形矩陣，那麼它們的乘積{\displaystyle \mathbf {AB} }和{\displaystyle \mathbf {BA} }也會是方形矩陣。因此，利用這個結果，可以推導出：計算若干個同樣大小的方形矩陣的乘積的跡數時，可以循環改變乘積中方形矩陣相乘的順序，而最終的結果不變。例如，有三個方形矩陣{\displaystyle \mathbf {A} }、{\displaystyle \mathbf {B} }和{\displaystyle \mathbf {C} }，則：
{\displaystyle \mathrm {tr} (\mathbf {ABC} )=\mathrm {tr} (\mathbf {BCA} )=\mathrm {tr} (\mathbf {CAB} )}
但是要注意：
{\displaystyle \mathrm {tr} (\mathbf {ABC} )\neq \mathrm {tr} (\mathbf {ACB} )}
更一般地，乘積中的矩陣不一定要是方形矩陣，只要某一個循環改變後的乘積依然存在，那麼得到的跡數依然會和原來的跡數相同。
另外，如果{\displaystyle \mathbf {A} }、{\displaystyle \mathbf {B} }和{\displaystyle \mathbf {C} }是同樣大小的方陣而且還是對稱矩陣的話，那麼其乘積的跡数不只在循環置換下不會改變，而且在所有的置換下都不會改變：
{\displaystyle \mathrm {tr} (\mathbf {ABC} )=\mathrm {tr} (\mathbf {BCA} )=\mathrm {tr} (\mathbf {CAB} )=\mathrm {tr} (\mathbf {ACB} )=\mathrm {tr} (\mathbf {CBA} )=\mathrm {tr} (\mathbf {BAC} )}

### 迹数的相似不变性
跡數擁有相似不變性。如果矩陣{\displaystyle \mathbf {A} }和{\displaystyle \mathbf {B} }相似的話，它們會有相同的跡。這一性質可使上面講過的循環性質來證明：
矩陣{\displaystyle \mathbf {A} }和{\displaystyle \mathbf {B} }相似也就是說存在可逆矩陣{\displaystyle \mathbf {P} }，使得{\displaystyle \mathbf {B} =\mathbf {P} \mathbf {A} \mathbf {P} ^{-1}}
因此{\displaystyle \mathrm {tr} (\mathbf {B} )=\mathrm {tr} (\mathbf {P} \mathbf {A} \mathbf {P} ^{-1})=\mathrm {tr} (\mathbf {P} ^{-1}\mathbf {P} \mathbf {A} )=\mathrm {tr} (\mathbf {A} )}

### 矩阵迹数和特征多项式
一个{\displaystyle n\times n}的方形矩阵{\displaystyle \mathbf {A} }的特征多项式{\displaystyle P_{A}(\lambda )}定义为{\displaystyle \mathbf {A} }减去{\displaystyle \lambda }倍的单位矩阵后所得到的矩阵的行列式：
特征多项式是一个关于{\displaystyle \lambda }的n次多项式，它的常数项是{\displaystyle \mathbf {A} }的行列式的值，最高次项是{\displaystyle (-1)^{n}\lambda ^{n}}，而接下来的n-1次项就是{\displaystyle (-1)^{n-1}\mathrm {tr} (\mathbf {A} )\lambda ^{n-1}}，也就是说：

### 矩阵迹数与特征值
当系数域是代数闭域时（否则可以将系数域扩展到其代数闭包上来看），特征多项式{\displaystyle P_{A}(\lambda )}有n个根，它可以表达成：
其中的{\displaystyle r_{1},r_{2}\cdots r_{k}}是特征多项式的不同的根，而{\displaystyle \alpha _{1},\alpha _{2}\cdots \alpha _{k}}是这些根在特征多项式裡的重数，称为代数重数。显然，所有代数重数加起来等于n。一方面，特征多项式的根就是矩阵的特征值，而另一方面，借由根与多项式系数的关系可以知道：特征多项式的所有的根加起来等于矩阵的迹数。所以矩阵的迹数是矩阵的所有特征值（按照代数重数计算）的和。
如果将矩阵写成它的若尔当标准型的话，也可以看出这一点，因为若尔当标准型的特征多项式的所有的根（包括重根）就是对角线上的所有元素。
如果不区分相同或不同的特征值的话，上述关系也可以写成：
其中的{\displaystyle \lambda _{1},\lambda _{2}\cdots \lambda _{n}}是矩阵的特征值。
而且有：

## 線性映射的跡數
設系数域为{\displaystyle \mathbb {K} }的{\displaystyle \mathbb {V} }是一個有限維的向量空間，維數是n。給定任一線性映射{\displaystyle f:\mathbb {V} \rightarrow \mathbb {V} }，可以定義此一映射的跡數為其变换矩阵的跡，即選定{\displaystyle \mathbb {V} }的一個基底並用對應於此基底的一個方形矩陣描述{\displaystyle f}，再定義這個方形矩陣的跡數為{\displaystyle f}的跡數。這個定義下{\displaystyle f}的跡數和所選取的基無關：只需要注意到不同的基底的選取實際上等價於對變換矩陣做一次相似變換，而兩個相似的矩陣的跡數是一樣的。因此這樣的定義是自洽的。
另外一种定义涉及到行列式的性质。考虑{\displaystyle \mathbb {V} }的一个基底{\displaystyle {\mathcal {B}}=(e_{1},e_{2},\cdots ,e_{n})}，以及函数：
根据行列式理论，这个函数也是一个行列式型的函数，也就是说存在一个只取决于{\displaystyle f}的量{\displaystyle \mathrm {Sp} (f)}，使得
可以证明，这个纯量{\displaystyle \mathrm {Sp} (f)}就等于之前定义的{\displaystyle f}的跡數。

## 迹的梯度
由迹的定义可知迹可以看作是矩阵的实标量函数，所以我们可以通过求实标量函数的梯度来求迹的梯度。

### 单个矩阵
- A是m×m矩阵时，有{\displaystyle {\frac {\partial \mathrm {tr} (\mathbf {A} )}{\partial \mathbf {A} }}={\mathbf {I} }_{m}}
- m×m矩阵A可逆时，有{\displaystyle {\frac {\partial \mathrm {tr} (\mathbf {A} ^{-1})}{\partial \mathbf {A} }}=-(\mathbf {A} ^{-2})^{T}}
- 对于两个向量x和y的外积，有{\displaystyle {\frac {\partial \mathrm {tr} ({\boldsymbol {xy}}^{T})}{\partial {\boldsymbol {x}}}}={\frac {\partial \mathrm {tr} ({\boldsymbol {yx}}^{T})}{\partial {\boldsymbol {x}}}}={\boldsymbol {y}}}

### 两个矩阵
- 若A为m×n矩阵，有{\displaystyle {\frac {\partial \mathrm {tr} (\mathbf {A} \mathbf {A} ^{T})}{\partial \mathbf {A} }}={\frac {\partial \mathrm {tr} (\mathbf {A} ^{T}\mathbf {A} )}{\partial \mathbf {A} }}=2\mathbf {A} }
- 若A为m×m矩阵，有{\displaystyle {\frac {\partial \mathrm {tr} (\mathbf {A} ^{2})}{\partial \mathbf {A} }}={\frac {\partial \mathrm {tr} (\mathbf {A} \mathbf {A} )}{\partial \mathbf {A} }}=2\mathbf {A} ^{T}}

- 若A为m×n矩阵，B是m×n矩阵，有{\displaystyle {\frac {\partial \mathrm {tr} (\mathbf {A} ^{T}\mathbf {B} )}{\partial \mathbf {A} }}={\frac {\partial \mathrm {tr} (\mathbf {B} \mathbf {A} ^{T})}{\partial \mathbf {A} }}=\mathbf {B} }
- 若A为m×n矩阵，B是n×m矩阵，有{\displaystyle {\frac {\partial \mathrm {tr} (\mathbf {A} \mathbf {B} )}{\partial \mathbf {A} }}={\frac {\partial \mathrm {tr} (\mathbf {B} \mathbf {A} )}{\partial \mathbf {A} }}=\mathbf {B} ^{T}}
- 当A和B均为对称矩阵时，有{\displaystyle {\frac {\partial \mathrm {tr} (\mathbf {A} \mathbf {B} )}{\partial \mathbf {A} }}={\frac {\partial \mathrm {tr} (\mathbf {B} \mathbf {A} )}{\partial \mathbf {A} }}=\mathbf {B} +\mathbf {B} ^{T}-diag(\mathbf {B} )}

- 若A和B都是m×m矩阵，并且A是非奇异矩阵，有{\displaystyle {\frac {\partial \mathrm {tr} (\mathbf {B} \mathbf {A} ^{-1})}{\partial \mathbf {A} }}=-(\mathbf {A} ^{-1}\mathbf {B} ^{T}\mathbf {A} ^{-1})^{T}}